# Пасека-Отфіновська
Пасека-Отфіновська (пол. Pasieka Otfinowska) — село в Польщі, у гміні Жабно Тарновського повіту Малопольського воєводства.
Населення — 415 осіб (2011).
У 1975-1998 роках село належало до Тарновського воєводства.

## Демографія
Демографічна структура станом на 31 березня 2011 року:
|          | Загалом | Допрацездатний вік | Працездатний вік | Постпрацездатний вік |
| -------- | ------- | ------------------ | ---------------- | -------------------- |
| Чоловіки | 204     | 33                 | 146              | 25                   |
| Жінки    | 211     | 38                 | 129              | 44                   |
| Разом    | 415     | 71                 | 275              | 69                   |